# 帶電粒子
帶電粒子在物理學是指帶有電荷的粒子。它可以是離子，像是有多餘或欠缺電子的分子，或原子與質子的聯繫。它也可以是電子或質子本身，或是其它的基本粒子，像是正電子。它也可能是沒有電子的原子核，像是α粒子、氦核。中子沒有電荷，所以除非它們是帶正電的原子核的一部分，否則他們不是帶電粒子。電漿是原子核和電子分開的帶電粒子的集合體，但也可以是含有大量帶電粒子的氣體。電漿因為性質和固體、液體和氣體都不同，所以被稱為物質的第四態。
在極區常見的極光也是一種電漿，詳見極光。

## 外部連結
- （页面存档备份，存于）